# Skara Brae (groupe)
Pour les articles homonymes, voir Skara Brae (homonymie).
Skara Brae est un groupe de musique irlandaise traditionnelle, formé à Kells (comté de Meath, ayant également des racines dans le comté de Donegal. Il est composé de trois frère et sœurs, Mícheál Ó Domhnaill, Tríona Ní Dhomhnaill et Maighread Ní Dhomhnaill, auxquels s'était adjoint Dáithí Sproule de Derry. Bien que le groupe n'ait vécu qu'une seule année, son unique album, Skara Brae, paru en 1971, est considéré comme l'un des plus importants du genre, pour avoir été l'œuvre du premier groupe à harmoniser des chants en gaélique irlandais.

## Biographie
Bien qu'ayant grandi dans le comté de Meath, la fratrie Dhomhnaill a ses racines à Rann na Feirste (Ranafast, comté de Donegal). Les quatre musiciens, y compris Dáithi Sproule, s'y retrouvaient d'ailleurs l'été, durant des cours d'irlandais, à la fin des années 60. C'est là qu'il décidèrent de former le groupe Skara Brae, alors que les deux jeunes filles étaient encore en âge scolaire.
Le groupe publie un album éponyme en 1971, durant les années universitaires des deux garçons à Dublin, et se produit l'année suivante à diverses occasions dans cette même ville, s'orientant irrésistiblement vers un son plus électrique. Il se dissout en 1972.
Dáithi Sproule collabore par la suite avec plusieurs autres groupes tel qua Altan.
Skara Brae se reforma temporairement en 1997 et en 2005 pour des concerts à Gaoth Dobhair (comté de Donegal).
Mícheál Ó Domhnaill et Tríona Ní Dhomhnaill fondèrent en 1974 le groupe The Bothy Band, avec le flûtiste Matt Molloy, des fiddlers tels que Paddy Glackin (en), puis, successivement, Tommy Peoples et Kevin Burke, le piper Paddy Keenan et le guitariste et bouzoukiste Dónal Lunny.

## Discographie
In 1970, Skara Brae enregistre un album éponyme, qui fut republié en 1998.